# American Music Awards de 2006
O 34º American Music Awards foi realizado em 21 de novembro de 2006, no Shrine Auditorium, em Los Angeles, nos Estados Unidos. A cerimônia foi apresentada pelo apresentador estadunidense Jimmy Kimmel. A premiação reconheceu os álbuns e artistas mais populares do ano de 2005-2006. Como de costume, a cerimônia foi transmitida pela rede de TV norte-americana ABC.

## Performances
| Artista          | Canção                                                                   | Apresentado por                              |
| ---------------- | ------------------------------------------------------------------------ | -------------------------------------------- |
| Beyoncé          | "Irreplaceable"                                                          | —                                            |
| Carrie Underwood | "Jesus, Take the Wheel" "Don't Forget to Remember Me" "Before He Cheats" | —                                            |
| Pussycat Dolls   | "Buttons"                                                                | Tony Hawk                                    |
| Josh Groban      | "February Song"                                                          | Mandy Moore                                  |
| Nelly Furtado    | "Say It Right"                                                           | Aly & AJ Mario Lopez                         |
| Snow Patrol      | "Chasing Cars"                                                           | Isaiah Washington Justin Chambers Kate Walsh |
| Gwen Stefani     | "Wind It Up"                                                             | Ryan Seacrest                                |
| Justin Bieber    | "Pray"                                                                   | Willow Smith                                 |
| Jay Z            | "Show Me What You Got"                                                   | —                                            |
| Dixie Chicks     | "Easy Silence"                                                           | Sharon Stone" Christian Slater               |
| Tenacious D      | "POD"                                                                    | Dave Grohl                                   |
| Mary J. Blige    | "We Ride (I See the Future)"                                             | —                                            |
| Lionel Richie    | "I Call It Love" "All Night Long (All Night)"                            | Nicole Richie                                |
| Fall Out Boy     | "This Ain't a Scene, It's an Arms Race"                                  | —                                            |
| Rascal Flatts    | "Life is a Highway"                                                      | Katharine McPhee Sean Paul                   |
| Jamie Foxx       | "Wish U Were Here"                                                       | —                                            |
| Barry Manilow    | "Can't Take My Eyes Off You"                                             | Carmen Electra                               |
| John Mayer       | "Waiting On the World to Change"                                         | Tori Spelling Clay Aiken                     |
| Snoop Dogg Akon  | "I Wanna Love You" Smack That" "That's That Shit"                        | The Game Chris Brown                         |

## Vencedores e indicados
| Artista do Ano (Prêmio T-Mobile Text-In) (apresentado por Jesse McCartney e Ashlee Simpson) | Artista Revelação (apresentado por Nickelback)                                                                            |
| ------------------------------------------------------------------------------------------- | --- |
| - Rascal Flatts - Beyoncé - Mary J. Blige - Daniel Powter - Pussycat Dolls                  | - Carrie Underwood - Chamillionaire - The Pussycat Dolls - James Blunt - Teddy Geiger - The Fray                          |
| Cantor de Pop/Rock (apresentado por William Shatner e Sarah Silverman)                      | Cantora de Pop/Rock |
| - Sean Paul - Nick Lachey - Kanye West                                                      | - Kelly Clarkson - Mariah Carey - Nelly Furtado                                                                           |
| Banda/Dupla/Grupo Pop/Rock (apresentado por Chingy e Gavin Rossdale)                        | Álbum de Pop/Rock (apresentado por The Cheetah Girls)                                                                     |
| - Red Hot Chili Peppers - Nickelback - The Pussycat Dolls                                   | - All the Right Reasons – Nickelback - Stadium Arcadium – Red Hot Chili Peppers - High School Musical - Vários Artistas   |
| Cantor de Country                                                                           | Cantora de Country |
| - Toby Keith - Kenny Chesney - Keith Urban                                                  | - Faith Hill - Carrie Underwood - Gretchen Wilson                                                                         |
| Banda/Dupla/Grupo de Country (apresentado por Billy Ray Cyrus e Miley Cyrus)                | Álbum de Country |
| - Rascal Flatts - Brooks & Dunn - Montgomery Gentry                                         | - Reflected: Greatest Hits Vol. 2 – Tim McGraw - The Legend of Johnny Cash – Johnny Cash - Me and My Gang – Rascal Flatts |
| Cantor de de Soul/R&B (apresentado por Paris Hilton)                                        | Cantora de de Soul/R&B (apresentado por Britney Spears)                                                                   |
| - Jamie Foxx - Chris Brown - Ne-Yo                                                          | - Mary J. Blige - Mariah Carey - Keyshia Cole                                                                             |
| Banda/Dupla/Grupo de Soul/R&B (apresentado por Kirk Franklin e Taylor Hicks)                | Álbum de Soul/R&B (apresentado por Frankie J e Tyrese)                                                                    |
| - The Black Eyed Peas - The Isley Brothers - Jagged Edge                                    | - The Breakthrough – Mary J. Blige - The Emancipation of Mimi – Mariah Carey - Unpredictable – Jamie Foxx                 |
| Cantor de Rap/Hip Hop (apresentado por JC Chasez e JoJo)                                    | Banda/Dupla/Grupo de Rap/Hip Hop (apresentado por High School Musical)                                                    |
| - Eminem - T.I. - Kanye West                                                                | - The Black Eyed Peas - Dem Franchize Boyz - Three 6 Mafia                                                                |
| Álbum de Rap/Hip Hop (apresentado por Meat Loaf e Jenna Elfman)                             | Artista de Rock Alternativo (apresentado por Linkin Park)                                                                 |
| - Monkey Business – The Black Eyed Peas - Curtain Call: The Hits – Eminem - King – T.I.     | - Red Hot Chili Peppers - Nickelback - Pearl Jam                                                                          |
| Artista Adulto Contemporâneo                                                                | Artista Inspirador Contemporâneo (apresentado por Brian McKnight e Keyshia Cole)                                          |
| - Kelly Clarkson - Michael Bublé - Rob Thomas                                               | - Kirk Franklin - Aly & AJ - Casting Crowns                                                                               |
| Artista Latino                                                                              | |
| - Shakira - Daddy Yankee - Don Omar                                                         | |